# جايسون داي
جايسون داي (بالإسبانية: Jason Day)‏ هو ممثل بيروفي، ولد في 8 يوليو 1985 بليما في بيرو.

## وصلات خارجية
- جايسون داي على موقع IMDb (الإنجليزية)
- جايسون داي على موقع قاعدة بيانات الفيلم (الإنجليزية)